# Paludarium

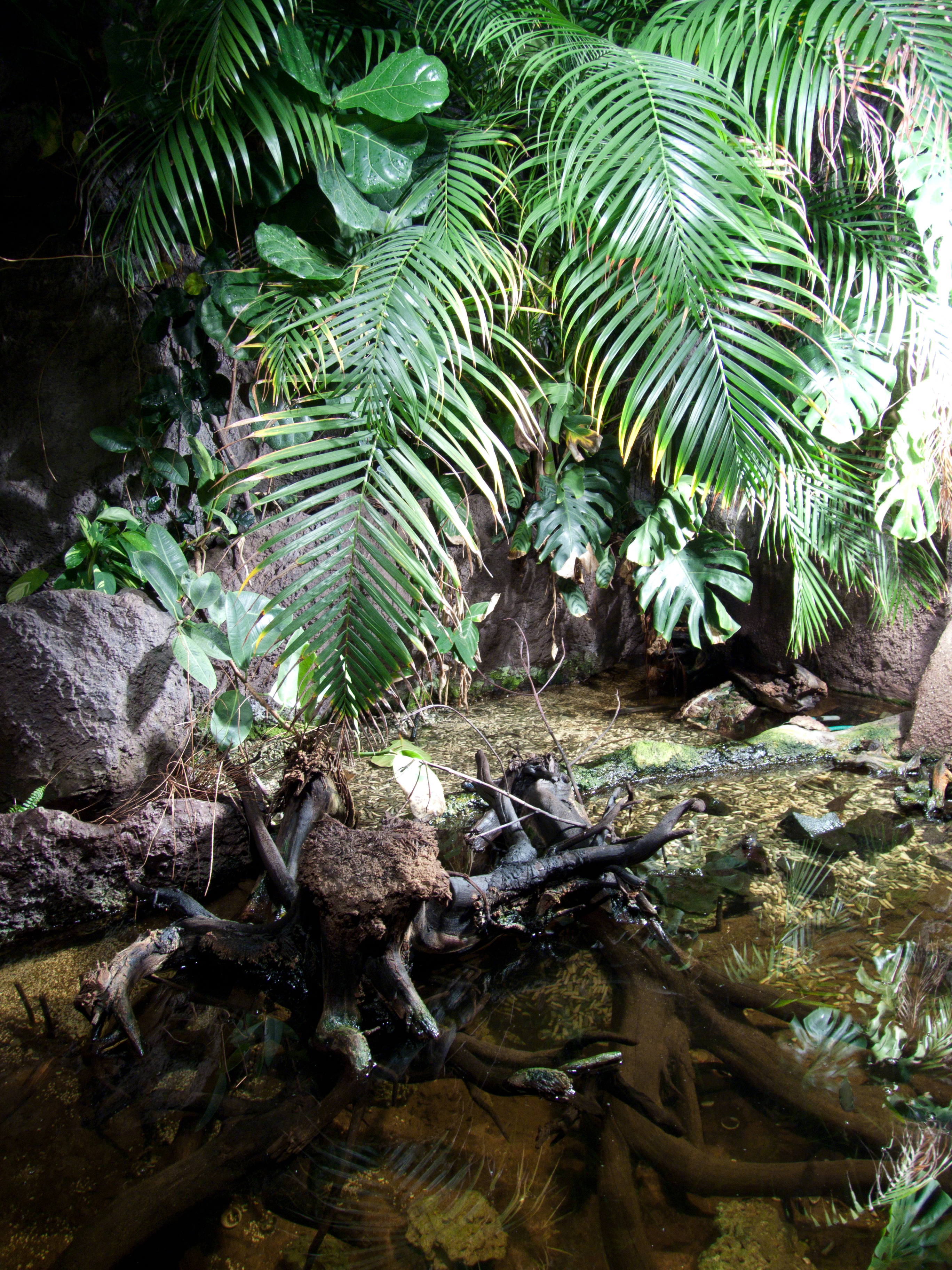
Een paludarium in een dierentuin

Een paludarium is een kunstmatige leefomgeving die zowel een land- als een watergedeelte heeft. Het dient meestal ter bestudering van organismen. Een dergelijke leefomgeving bestaande uit enkel een watergedeelte noemt men een aquarium, en een met alleen land wordt ook wel terrarium genoemd. Naast deze drie vormen worden leefomgevingen ook wel benoemd naar de te onderzoeken 'soort' organisme, een behuizing voor planten wordt herbarium genoemd, een behuizing voor mieren noemt men een formicarium en een terrarium met een nagebootst ecosysteem noemt men een vivarium. 
Om een paludarium te maken kan men een grote, met water gevulde bak in een terrarium plaatsen, maar de meest gebruikte vorm lijkt meer op een aquarium met een landgedeelte, een glazen bak waarvan de glasplaten zijn afgekit. 
Een paludarium is alleen geschikt voor organismen die zowel in het land als in het water leven, zoals een aantal kikkers en padden en veel schildpadden. Sommige soorten hagedissen zijn dol op water en hebben een groot watergedeelte nodig, zoals basilisken, anolissen en de wateragame. Ook sommige vissen, zoals longvissen verkiezen zowel een land- als watergedeelte. Iedere diersoort heeft echter een eigen minimale oppervlakte nodig en ook de verhouding land tot water verschilt sterk. Veel amfibieën hebben zelfs een voorkeur voor hardheid, zuurgraad en uiteraard temperatuur. In grotten levende salamanders hebben koel water nodig, soorten uit regenwouden wat hogere temperaturen. Ook moet men bij sommige diersoorten uitzoeken of ze wel een landgedeelte overleven, sommige schildpadden bijvoorbeeld verdrinken juist in de kleinste plasjes, net als een groot aantal hagedissen. Veel salamanders leven alleen rond de paartijd in het water en de rest van het jaar op het land.
Paludaria kunnen klein genoeg zijn om op een kast te zetten, maar in dierentuinen, waar bijvoorbeeld krokodillen worden gehouden, zijn ze enorm groot. Een riparium is ook een soort paludarium, maar bootst een rivier na en heeft meestal een landgedeelte aan de achterzijde, en een watergedeelte aan de voorzijde tegen het glas, vaak over de gehele lengte.